# مولتی‌ورسز
مولتی‌ورسز (انگلیسی: MultiVersus) یک بازی ویدئویی رایگان به سبک مبارزه‌ای است که توسط پلیر فرست گیمز توسعه یافته و به‌وسیلهٔ سرگرمی تعاملی برادران وارنر منتشر شده است. این بازی شامل شخصیت‌های مختلفی از برادران وارنر، بازی تاج‌وتخت، لونی تونز و اسکوبی دو می‌باشد. این بازی در سال ۲۰۲۲ برای مایکروسافت ویندوز، پلی‌استیشن ۴، ایکس‌باکس وان، پلی‌استیشن ۵ و ایکس‌باکس سری اکس/اس در دسترس قرار گرفت.

## شخصیت‌ها
- بتمن
- سوپرمن
- واندر وومن
- هارلی کوئین
- آریا استارک
- باگز بانی
- تام
- جری
- شگی
- فین
- جیک
- ولما
- آیرون جاینت
- استیون یونیورس

## سیستم مورد نیاز کامپیوتر
سیستم مورد نیاز :
CPU (سی پی یو)
Intel Core i5-2300 / AMD FX-8350
RAM (رم)
۸ گیگابایت رم
GPU (کارت گرافیک)
GeForce GTX 550 Ti / Radeon HD 7770
OS (سیستم عامل)
ویندوز ۱۰ – ۶۴ بیت
سیستم پیشنهادی :
CPU (سی پی یو)
Intel Core i5-3470 / AMD Ryzen 3 1200
RAM (رم)
۸ گیگابایت رم
GPU (کارت گرافیک)
GeForce GTX 660 / Radeon R9 270
OS (سیستم عامل)
ویندوز ۱۰ – ۶۴ بیت